# Stéphane Fouks
Pour les articles homonymes, voir Fouks.
Stéphane Fouks, né le 6 avril 1960 à Paris, est un conseiller en communication français. Il est vice-président de Havas. 

## Biographie
Fils d'un résistant communiste juif, Moïse Fouks (né à Odessa), Stéphane Fouks naît à Paris en 1960. Il adhère au Parti socialiste durant son adolescence. Étudiant à La Sorbonne, Fouks se lie d'amitié avec Manuel Valls et Alain Bauer, et participe au « comité sioniste de Tolbiac » au sein du Mouvement des Jeunes socialistes. Il adhère au syndicat étudiant UNEF-ID,. 
Il a également étudié à Sciences Po Paris et est diplômé du DESS de communication politique et sociale de Paris 1.
En 1984 et 1985, il est chef de cabinet adjoint de Michel Rocard, alors ministre de l'Agriculture.
En 1988, au sein de l'agence publicitaire RSCG de Jacques Séguéla, Stéphane Fouks crée sa propre filiale, RSCG Public. En 2001, il participe au programme Young Leaders organisé par la French-American Foundation.
Il est conseiller de Lionel Jospin lors de l'élection présidentielle de 2002.
En 2006, il intègre la direction de RSCG devenu EuroRSCG.
Connu ces dernières années des milieux médiatiques pour son rôle auprès de Dominique Strauss-Kahn auquel il prépare une image de présidentiable, il fait partie, avec Patrick Buisson, Anne Méaux,Thierry Saussez, Jacques Séguéla, Claude Sérillon et de quelques autres, des conseillers en communication influents, dans les domaines politique, économique, social ou culturel sur le territoire français.
Ce lobbying en faveur de Dominique Strauss-Kahn s'accompagne de pressions contre les livres censés nuire à l'image du futur présidentiable. En 2006, lors de la sortie de Sexus Politicus, ouvrage traitant de l'importance de la sexualité dans le microcosme politique français, Stéphane Fouks menace l'éditeur de poursuites judiciaires. En 2011, le livre DSK, les secrets d'un présidentiable est publié. L'auteur est anonyme et apparente Ramzi Khiroun et Stéphane Fouks à un « gang ». Les deux hommes portent plainte contre l'éditeur, Plon, pour « injure », une technique selon l'éditeur pour connaître le réel auteur du livre. L'affaire du Sofitel met un terme au conseil politique à Dominique Strauss-Kahn.
Il a également conseillé le président ivoirien Laurent Gbagbo pendant l'élection présidentielle de 2010, Alpha Condé pour l'élection présidentielle guinéenne de 2010 et Nicolas Maduro pour l'élection présidentielle vénézuélienne de 2013.
La presse évoque notamment son rôle dans la gestion de l'affaire Cahuzac, dont il est conseiller personnel. Il a également conseillé Laurent Wauquiez, Valérie Pécresse ou encore Xavier Bertrand. Après 2013, prié par le groupe Bolloré (propriétaire de Havas), il abandonne officiellement le conseil aux personnalités politiques, pour se concentrer sur les entreprises, reconnaissant que « cela représentait 1 % du chiffre d'affaires et 99 % des emmerdes ».
Connu pour sa maîtrise des réseaux, il embauche des « conseillers de gauche » dans le groupe publicitaire EuroRSCG (ancien Havas Worldwide) qui se retrouvent après l'alternance politique à des postes clés: ainsi d'Aquilino Morelle, conseiller politique du président, Gilles Finchelstein près de Pierre Moscovici et de nombreux autres,. Mais, il peut intégrer également des personnalités de droite tel Benoist Apparu qui de 1999 à 2002 travaille pour RSCG.
Depuis le 18 juillet 2013, il est membre du Comité directeur et de l'Assemblée générale du CRIF.
En 2014, il conseille Patrick Drahi, fondateur d'Altice, pour l'acquisition de SFR. Durant la vente de la branche énergie de la société Alstom au groupe américain General Electric (GE), il est conseiller en influence et en communication du PDG de GE pour cette acquisition. Il échoue cependant à plaider la reconduction d'Henri Proglio à la tête d'EDF, le président François Hollande y voyant une volonté du Premier ministre Manuel Valls, dont les ambitions vont grandissantes.
En janvier 2023, il est condamné à une amende de 165 500 euros pour recel de favoritisme après avoir reconnu des contrats litigieux passés avec EDF. La peine avait été négociée avec le Parquet national financier (PNF) dans le cadre d'une procédure de reconnaissance préalable de culpabilité (CRPC). Elle prévoit également trois ans d'exclusion des marchés publics avec sursis et la non-inscription de cette condamnation au casier judiciaire.